# Stauntonia coriacea
 (octobre 2024).
Espèce
Stauntonia coriacea est une espèce de de plantes à fleurs de la famille des Lardizabalaceae. C'est  une liane communément dénommée blue china vine. Son aire de répartition est la Chine centrale et méridionale ou elle pousse principalement dans le biome tempéré.

## Description
Stauntonia coriacea,  est une liane à feuilles persistantes qui ont une texture cireuse. Elle produit des fleurs blanches monoïques suivies de fruits en forme de saucisse de couleur rose avec une pulpe de couleur blanche. Les fruits sont, techniquement, des baies. Ils mûrissent et tombent en automne.

## Utilisation
Les fruits sont comestibles mais ne sont pas couramment utilisés comme nourriture. 
Elle est souvent cultivée comme plante ornementale.

## Systématique
Le nom correct complet (avec auteur) de ce taxon est Stauntonia coriacea (Diels) Christenh..
L'espèce a été initialement classée dans le genre Holboellia sous le basionyme Holboellia coriacea Diels.
Stauntonia coriacea a pour synonymes :
- Holboellia brevipes (Hemsl.) P.C.Kuo
- Holboellia coriacea var. angustifolia Pamp.
- Holboellia coriacea Diels
- Stauntonia brevipes Hemsl.

### Étymologie
Le nom Stauntonia  vient Georges Léonard Stauton et l'épithète coriacea vient du latin « coriaceus » : de cuir pour ses feuilles coriaces